# 1850 Kohoutek
Kohoutek (asteroide 1850) é um asteroide da cintura principal, a 1,9688752 UA. Possui uma excentricidade de 0,1254936 e um período orbital de 1 233,88 dias (3,38 anos).
Kohoutek tem uma velocidade orbital média de 19,85021246 km/s e uma inclinação de 4,04992º.
Este asteroide foi descoberto em 23 de Março de 1942 por Karl Reinmuth.
O seu nome é uma homenagem ao astrônomo checo Luboš Kohoutek.